# تيري غوردي
تيري غوردي (بالإنجليزية: Terry Gordy)‏ هو مصارع محترف أمريكي، ولد في 23 أبريل 1961 في تشاتانوغا في الولايات المتحدة، وتوفي في 16 يوليو 2001 في سودي ديزي في الولايات المتحدة بسبب نوبة قلبية.

## وصلات خارجية
- تيري غوردي على موقع WrestlingData.com (الإنجليزية)
- تيري غوردي على موقع CageMatch worker (الإنجليزية)
- تيري غوردي على موقع قاعدة بيانات المصارعة على الإنترنت (الإنجليزية)
- تيري غوردي على موقع عالم المصارعة على الإنترنت (الإنجليزية)
- تيري غوردي على موقع عالم المصارعة على الإنترنت (الإنجليزية)

- تيري غوردي على موقع IMDb (الإنجليزية)
- تيري غوردي على موقع ميوزك برينز (الإنجليزية)
- تيري غوردي على موقع قاعدة بيانات الفيلم (الإنجليزية)